# Hovleverantör

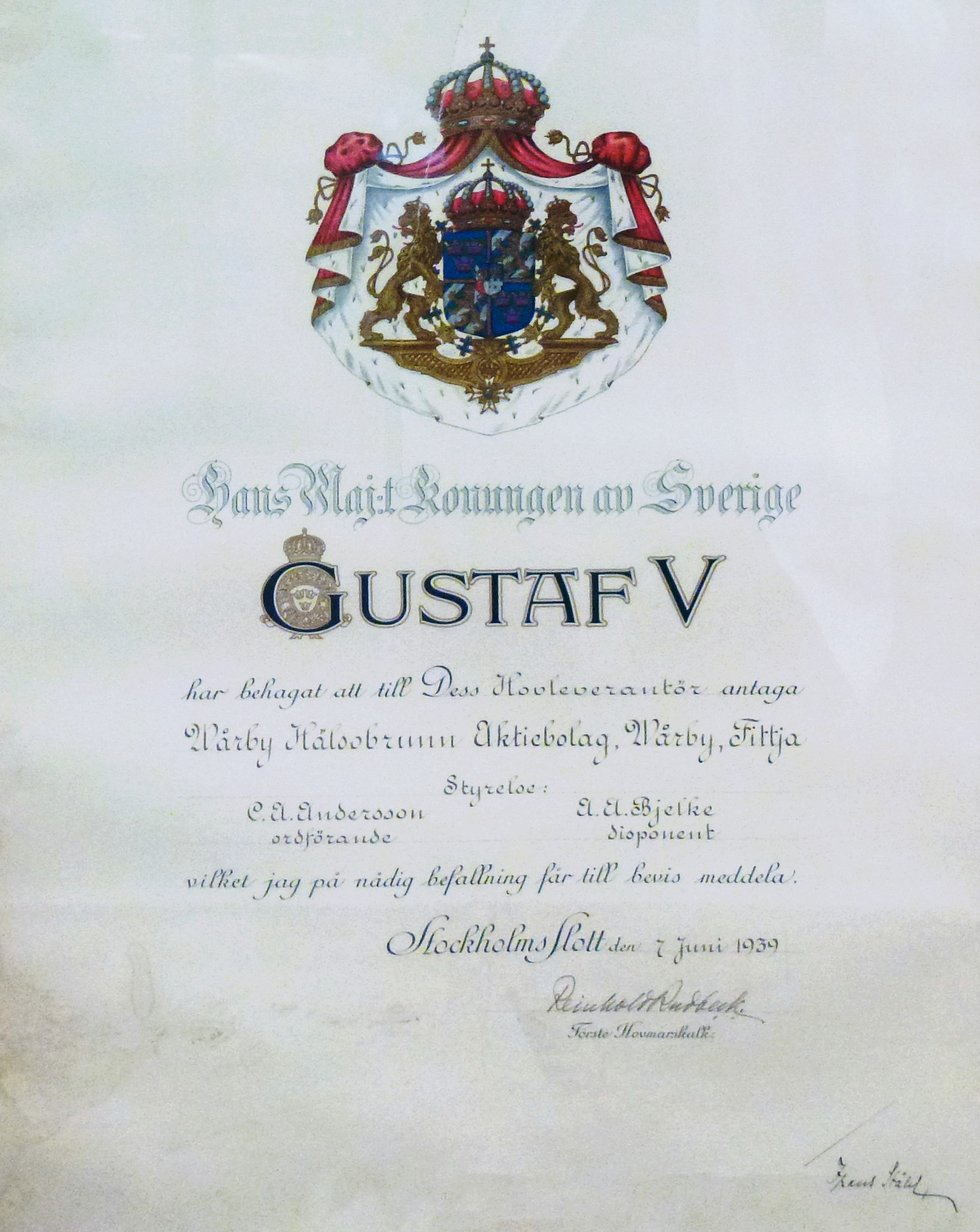
Hovleverantörsdiplom för Wårby hälsobrunn.

Hovleverantör eller kunglig hovleverantör (danska: hofleverandør, engelska: purveyor to the court, franska: fournisseur de la cour, nederländska: hofleverancier) är en hederstitel som kan tilldelas personer eller företag som levererar varor eller tjänster till ett hov. Hovleverantörer utnämns fortfarande av vissa medlemmar av kungahusen i Belgien, Danmark, Nederländerna, Storbritannien, Sverige och Thailand. Hovleverantörer har tidigare förekommit även i andra länder.
Med hovleverantörskap följer ofta rätten att använda ett heraldiskt vapen, en rangkrona eller ett emblem i sin marknadsföring.

## Hovleverantörer i olika länder

### Danmark

Den danska kunglig kronan som får användas av danska hovleverantörer.

I Danmark utnämns kungliga hovleverantörer av kung Frederik X, vanligtvis bland bolagsägare, styrelseordförande eller verkställande direktör. Innehavarna har rätt att använda det danska kungliga vapnet och den kungliga kronan. Det finns idag 100 danska och sex utländska titelinnehavare.
När det kungliga residenset Christiansborgs slott i Köpenhamn brann ner 1794 flyttade kungafamiljen till Amalienborg som inte kunde rymma en lika stor hovhållning. Hovet minskades i storlek och många uppgifter lades ut på näringsidkare i staden. Efter en tid tilläts visa av dem att ta titlar som "hovfrisör", "hovkaffehandel" eller "hovdekorationsmålare".
Tidigare gjordes skillnad mellan titlarna "Kongelig Hofleverandør" och "Leverandør til Det Kongelige Danske Hof" som båda uppkom i början av 1900-talet. Innehavaren av den förra var ett bolag eller en privatperson med personliga förbindelser med regentparet, medan innehavaren av den senare var bolag som levererade till hovhållningen. Idag finns fem särskilda leverantörstitlar: Hennes Majestät Drottningens frisör, en hovfotograf, ett hovboktryckeri, en hovjuvelerare, och en ordensjuvelerare som tillverkar insignier till de kungliga riddarordnarna Elefantorden och Dannebrogsorden.

### Storbritannien
I Storbritannien utses hovleverantörer av kung Charles III genom utfärdandet av royal warrants.

### Sverige

En hovleverantör i Sverige har rätt att använda stora riksvapnet försedd med texten Kunglig hovleverantör.

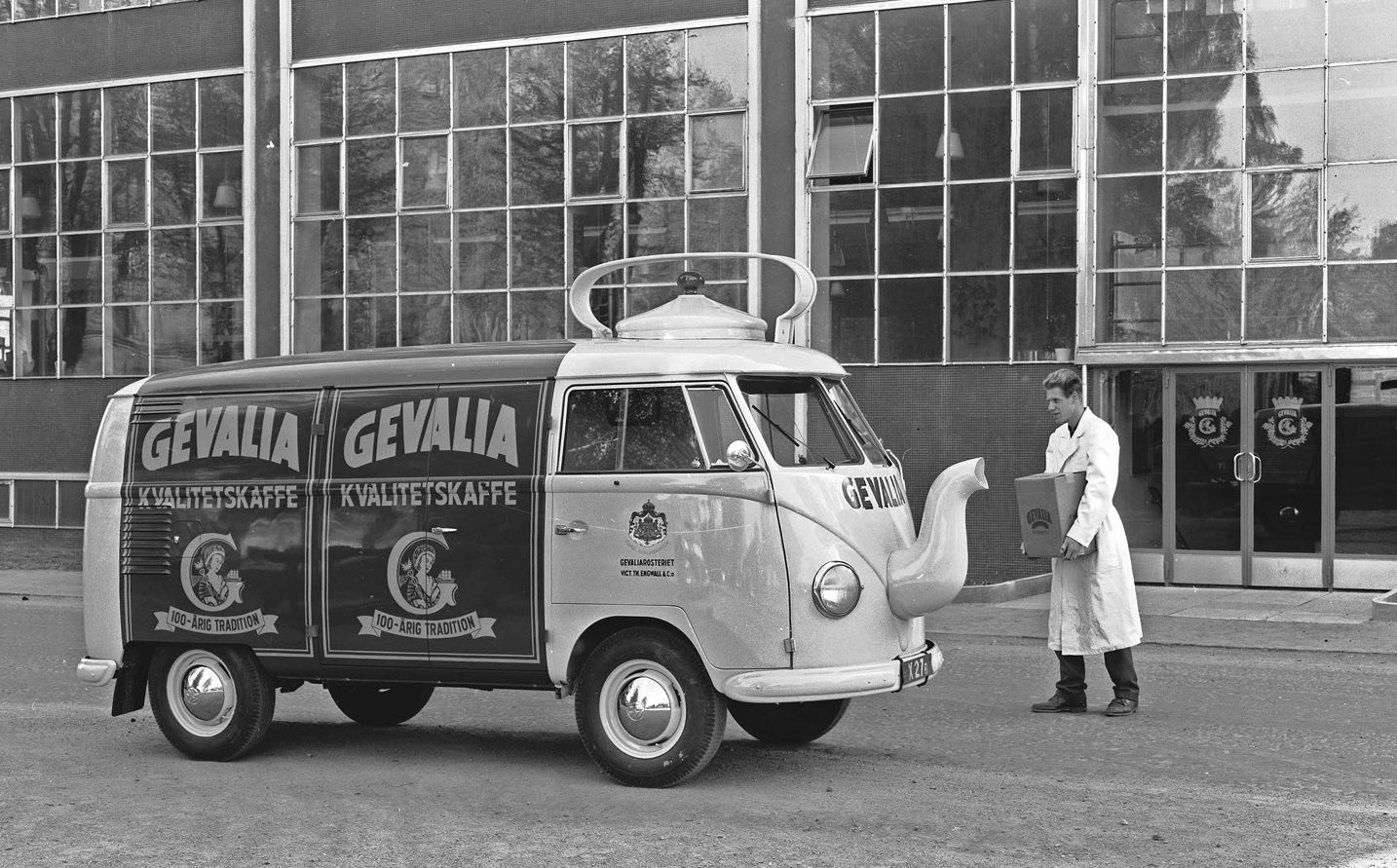
En reklambil från Gevalia med stora riksvapnet på dörren.

I Sverige utses kungliga hovleverantörer av kung Carl XVI Gustaf efter ansökan hos Hovförvaltningen. Titeln är personlig och tilldelas verkställande direktör eller företagsledare i huvudsakligen små eller medelstora svenska företag som under en längre tid levererat varor eller tjänster till det svenska kungahuset. De titlar som finns är:
- H.M. Konungens Hovleverantör
- H.M. Drottningens Hovleverantör
- Kunglig Hovleverantör
- Hovfotograf, eller motsvarande

Om en regent eller kunglig person avlider får leverantören ange att man var Kunglig Hovleverantör till framlidne N.N.. Innehavaren har rätt att använda stora riksvapnet för att utmärka sitt hovleverantörskap. Detta utgör det enda undantaget från förbudet mot att använda riksvapnet i näringsverksamhet.
De första leverantörerna var de hantverkare eller köpmän som verkade i närheten av ett kungligt slott. Under 1600-talet kallades en hovleverantör för konungens köpman. Karl XIV Johan införde ett regelverk som styrde utnämningen av hovleverantörer. Hovleverantörskapet var dyrt därför att de ansökande måste erlägga höga avgifter. Eftersom man inte hade något certifieringssystem för kvalitet (idag närmast motsvarat av ISO 9001 m.fl. ISO-standarder) var det ett sätt att visa att företagets produkter höll hög kvalitet. De avgifter som hovleverantörerna betalade gick bland annat till Kungliga Hovstatens gratialkassa som utgjorde en bidragskälla till fattiga änkor, men även till pensionsmedel för slottspersonal. Avgifterna bildade fonder som än idag används för personalen vid Kungliga Hovstaterna. 
Vid sitt trontillträde 1973 övervägde Carl XVI Gustaf att avskaffa hovleverantörskapet eftersom det ansågs omodernt. Istället begränsades antalet hovleverantörer från fler än 1 000 till omkring 130, avgifterna togs bort och reglerna för antagning blev stramare. Bland tidigare hovleverantörer återfanns bland annat vingårdar, delikatessfirmor, konditorier, ölbryggerier och tobaksbolag. Efter förändringen återfinns flera leverantörer som tillverkar produkter för friluftsliv, konfektyrföretag, livsmedelsföretag och företag i inredningsbranschen, men däremot inga öl- vin- och tobaksföretag.

Märthaskolan var hovleverantör till drottning Louise från 1929.